# Михайлов Олег Миколайович
Оле́г Микола́йович Миха́йлов (нар. 12 листопада 1968, Дерно, Ківерцівського району — пом. 21 липня 2014, поблизу Луганська) — український військовик, вояк 24-го батальйону територіальної оборони «Айдар». Кавалер ордена «За мужність» ІІІ ступеня.

## Життєпис
Народився Олег Михайлов у селі Дерно Ківерцівського району. Працював кінологом та старшим групи затримання у міліції, пізніше працював приватним таксистом. Захоплювався мисливством, був членом УТМР і займався розведенням мисливських собак. З початком Євромайдану брав активну участь у подіях у країні, був активістом Самооборони Майдану. З початком російської збройної агресії пішов добровольцем в батальйон «Айдар». У батальйоні служив розвідником-навідником, завдяки його діям вдалося знешкодити більш як 70 сепаратистів та врятувати десятки життів наших воїнів. Боєць перебував у групі швидкого реагування, часто за першої потреби ішов на передову, завжди знаходив у собі сили підбадьорити товаришів. За свідченням побратимів, 20 липня 2014 року Олег Михайлов у районі Луганська потрапив у полон до сепаратистів, які спочатку катували безстрашного бійця, а потім розстріляли його (за іншими свідченнями, боєць, щоб не потрапити у полон, сам підірвав себе гранатою).
Удома у загиблого героя залишились дружина та 22-річний син.
Похований Олег Михайлов у рідному селі Дерно. Для організації допомоги сім'ї загиблого бійця обласна організація Федерації мисливського собаківництва України організувала змагання мисливських собак, кошти від яких передала сім'ї загиблого.

## Нагороди
- 28 червня 2015 року — за особисту мужність і героїзм, виявлені у захисті державного суверенітету та територіальної цілісності України, вірність військовій присязі під час російсько-української війни, відзначений — нагороджений орденом «За мужність» III ступеня (посмертно)
- нагрудний знак «За оборону Луганського аеропорту» (посмертно).